# زاك كوندون
زاك كوندون (بالإنجليزية: Zach Condon)‏ هو ملحن وموسيقي ومغني أمريكي، ولد في 13 فبراير 1986 في سانتا فيه في الولايات المتحدة.

## وصلات خارجية
- زاك كوندون على موقع IMDb (الإنجليزية)
- زاك كوندون على موقع ميوزك برينز (الإنجليزية)
- زاك كوندون على موقع أول ميوزيك (الإنجليزية)
- زاك كوندون على موقع أول ميوزيك (الإنجليزية)
- زاك كوندون على موقع ديسكوغز (الإنجليزية)
- زاك كوندون على موقع قاعدة بيانات الفيلم (الإنجليزية)

- الموقع الرسمي